# Sebastián Herrera (baloncestista)
Sebastián Esteban Herrera Kratzborn (Vitacura, Santiago de Chile; 1 de noviembre de 1997) es un jugador de baloncesto chileno, con pasaporte alemán, que pertenece a la plantilla del Paris Basketball de la LNB Pro A francesa y la Euroliga. Con 1,93 de estatura, su puesto natural en la cancha es el de escolta. Es internacional con la selección chilena.

## Trayectoria
Formado en el equipo de la Universidad Cátolica, en 2015 fue reclutado para jugar en las filas del Gladiators Trier, donde estuvo hasta 2017, jugando en la PRO A, la segunda división del baloncesto alemán.
En 2017, firma con el Crailsheim Merlins, de la misma categoría con el consigue ascender a la Basketball Bundesliga al término de la temporada 2017-18. Debuta en la temporada 2018-19 en la Basketball Bundesliga, siendo el primer chileno en hacerlo, realizando unas buenas actuaciones y siendo llamado por la Selección de baloncesto de Chile para la clasificación del Mundial de China 2020.
Sebastián Herrera firmó por el EWE Baskets Oldemburgo por dos temporadas, donde su nuevo entrenador Mladen Drijencic lo evaluó así: "Puede anotar y también es un jugador de equipo que también pone a sus compañeros en el centro de atención. Además, se puede usar de forma variable, además de su posición tradicional es de escolta , también puede llevar el balón y dar alivio como alero. Y Sebastián aún no está al final de su desarrollo”.
En julio de 2023 firma con el Paris Basketball de la LNB Pro A de Francia.

## Selección nacional
Herrera participó del Campeonato Sudamericano de Baloncesto Sub-15 de 2012 y del Campeonato FIBA Américas Sub-16 de 2013 con la selección juvenil de baloncesto de Chile. Luego de ello devino internacional absoluto, haciendo su debut en el Campeonato Sudamericano de Baloncesto de 2016.

## Palmarés
Telekom Bonn
- Ganador de la Liga de Campeones : 2023

Paris Basketball
- Ganador de la Eurocopa : 2024
- Ganador de la Copa de la Liga de Francia: 2024
- Ganador de la Leaders Cup: 2024